# V560 Carinae
V560 Carinae eller HD 93205, är en dubbelstjärna i norra delen av stjärnbilden Kölen och belägen mot bakgrund av Carinanebulosan. Den har en skenbar magnitud av ca 7,75 och kräver åtminstone en stark handkikare eller ett mindre teleskop för att kunna observeras. Baserat på parallax enligt Gaia Data Release 3 på ca 0,43 mas, beräknas den befinna sig på ett avstånd på ca 7 600 ljusår (ca 2 300 parsek) från solen. Den rör sig bort från solen med en heliocentrisk radialhastighet på ca 4 km/s.
Stjärnan anses allmänt ingå i den öppna stjärnhopen Trumpler 16. Bland dess grannar finns några av de mest massiva och ljusstarka stjärnorna i Vintergatan, som Eta Carinae, HD 93250 och dubbelstjärnan HD 93129. Det ligger fem bågminuter från Eta Carinae.

## Egenskaper

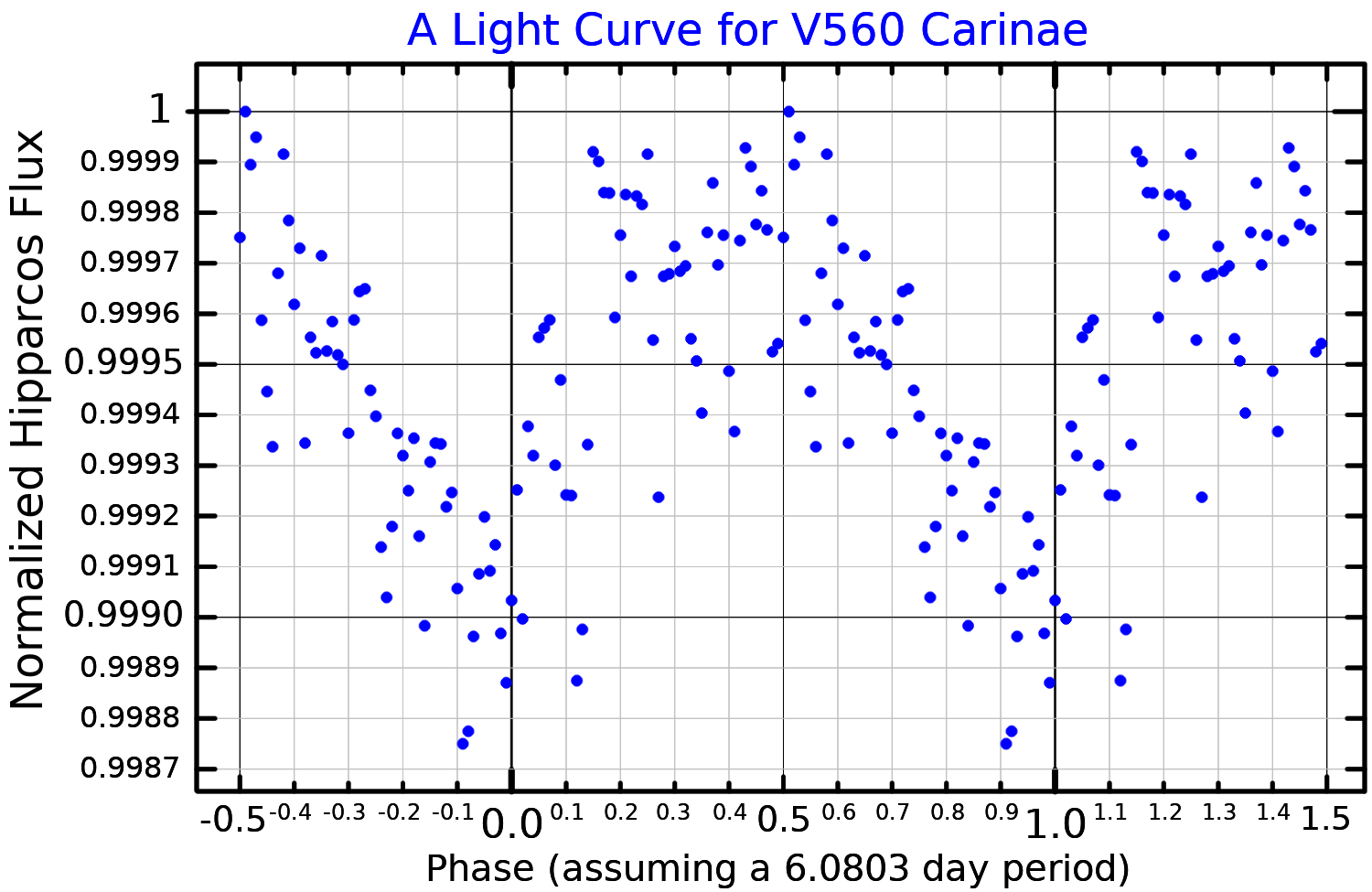
Ljuskurva för V560 Carinae, plottad från Hipparcos-data.

Den tyngre stjärnan i V560 Carinae är en blå stjärna i huvudserien av spektralklass O3.5 Vf vars spektrum visar några joniserade kväve- och heliumemissionslinjer, vilket tyder på viss blandning av fusionsprodukter på ytan och en stark stjärnvind. Den har en massa som är ca 40 - 60 solmassor,  en radie som är ca 9 solradier och har ca 1 160 000 gånger solens utstrålning av energi från dess fotosfär vid en effektiv temperatur av ca 51 300 K.
Den lättare stjärna i V560 Carinae är en blå stjärna i huvudserien av spektralklass O8 V. Den har en massa som är ca 17 - 25 solmassor, en radie som är ca 7 solradier och har ca 112 000 gånger solens utstrålning av energi från dess fotosfär vid en effektiv temperatur av ca 38 000 K. Den rör sig i dess omloppsbana med en hastighet på över 300 km/s och anses vara en relativistisk binär, vilket gör att banans absider förändras på ett förutsägbart sätt.

## Variation
Stjärnornas närhet till varandra gör att de deformeras, vilket betyder att konstellationens observerade ljusstyrka varierar något under dess omloppsbana med en period av 6 dygn. Variationens totala amplitud är endast 0,02 magnituder.